# Gesetzliche Zeit
Als gesetzliche Zeit oder amtliche Zeit bezeichnet man die durch Rechtssetzung vorgeschriebene Zeitskala zur Angabe der Uhrzeit im täglichen Leben; sie heißt auch bürgerliche Zeit zur Unterscheidung von besonderen, zum Beispiel in der Astronomie, der Navigation oder anderen Wissenschaften verwendeten Zeitskalen. Die internationale Einführung der Zeitzonen gegen Ende des 19. Jahrhunderts ermöglichte es, als gesetzliche Zeit die zu der Zeitzone, in der das betreffende Land oder der Landesteil liegt, gehörende Zonenzeit zu wählen. Die mitteleuropäischen Länder führten infolgedessen die Mitteleuropäische Zeit (MEZ = UTC+1) als gesetzliche Zeit ein (in Deutschland ab 1893). Dem schlossen sich später auch einige westeuropäische Länder an, für die aufgrund ihrer geographischen Lage eigentlich die Westeuropäische Zeit (UTC±0) passend ist.
In vielen Ländern der gemäßigten Zonen sind die Regierungen ermächtigt, innerhalb eines gewissen Zeitraums, der in etwa das Sommerhalbjahr umfasst, als gesetzliche Zeit die Sommerzeit zu verordnen, also eine Zeitskala, die gegenüber der normalerweise als gesetzliche Zeit dienenden Zeitskala um eine Stunde voraus ist. Die ursprünglich ganzjährig verwendete Zonenzeit ist dann nur noch im Winterhalbjahr die gesetzliche Zeit. In Deutschland ist das Bundesministerium für Wirtschaft und Energie durch § 5 Einheiten- und Zeitgesetz ermächtigt, im Zeitraum vom 1. März bis 31. Oktober eines Jahres, z. B. zur Angleichung der Zeitzählung an die der Nachbarländer, in Abweichung von der Standardzeit MEZ = UTC+1 die Mitteleuropäische Sommerzeit MESZ = UTC+2 als gesetzliche Zeit zu verordnen.

## Geschichtliche Übersicht
Die Einführung von für größere Gebiete geltenden Zeitskalen für das tägliche Leben geht in das 19. Jahrhundert zurück, als primär wegen des Ausbaus der Eisenbahnnetze die bis dahin üblichen Ortszeiten durch eine gemeinsame, zentral erfasste und verbreitete Zeitskala ersetzt werden mussten. Das amtliche Eich- und Vermessungswesen der Staaten wurde zusätzlich zu den Maßen und Gewichten auch für die Zeit zuständig.
Anfangs wurde die amtliche Zeit durch akustische (wie Uhrschlag, Kanonensignale) oder optische (Zeitball u. ä.) lokal weiterverteilt (Zeitvergleich, fachlich: Dissemination), später durch transportable hochgenaue geeichte Uhren für den landesweiten Uhrvergleich. Dann nutzte man zunehmend die Telegraphie oder das Telefon (Zeitansage). 1870 existierten in den USA mehr als 400 Eisenbahngesellschaften, die insgesamt mehr als 75 verschiedene railroad times verwendeten. In Frankreich besaß noch um 1880 jede Stadt ihre eigene, lokale, am Stand der Sonne ausgerichtete Zeit. 1884 wurde auf einer internationalen Meridiankonferenz in Washington mit Delegierten aus 25 Ländern eine verbindliche Weltzeit (standard time) eingeführt (seinerzeit die Greenwichzeit GMT), wie sie heute noch verwendet wird. Sie ersetzte die vorher landesspezifischen Bezugspunkte und darauf aufbauend schuf man Zeitzonen. Damit wurden die Zonenzeiten amtliche Zeiten.
Seit den 1900er-Jahren gibt es funkgesteuerte Zeitsignale (Zeitzeichensender, anfangs für die Seeschifffahrt, später auch für den Luftverkehr). Die Zeitsignale wurden im Rundfunk übermittelt und waren ab 1990 auch über Armbanduhren wie die Junghans Mega empfangbar.
Frankreich trat dem universalen Zeitstandard von 1884 erst im Jahr 1911 bei.
Bis in die 1960er Jahre war die Weltzeit als Universal Time (UT) durch die Rotation der Erde definiert und wurde durch astronomische Messungen bestimmt. Wegen ihrer Unregelmäßigkeiten aufgrund von Rotationsschwankungen der Erde ging man in den 1960er Jahren auf Atomuhren über. Seit 1972 ist die Koordinierte Weltzeit (UTC) in Gebrauch, die durch Atomuhren realisiert wird, aber gelegentlich durch Schaltsekunden an die auf der Erdrotation basierende Weltzeit (UT) angepasst wird. Die nationalen amtlichen Zeitnormale bilden dabei einen Beitrag zur Ermittlung der internationalen UTC-Zeitskala. Seit den 1980er Jahren wird das amtliche Zeitsignal auch über das Internet verteilt (Zeitserver per ntp). Seit den 2000er Jahren ist auch GPS die allgemein übliche Zeitverteilung. Bis heute ist die Ermittlung der gesetzlichen Zeit eine hoheitliche Aufgabe der Staaten.

## Liste von amtlichen Zeiten
| ZS           | amtliche Zeitskala                                                                      |
| Institution  | Zeitinstitute und andere zuständige Organisationen                                      |
| NZ           | amtliche Normalzeit – sortiert sich nach UTC±## (Genaueres siehe Liste der Zonenzeiten) |
| SZ           | saisonale Zeitumstellungen (Genaueres siehe Sommerzeit)                                 |
| §§           | Rechtsgrundlage                                                                         |
| seit         | Gültigkeit der amtlichen Zeit seit                                                      |
| Quellen      | wichtigere Zeitdienste und Quellen des Zeitsignals (NTP)                                |
| Historisches | (sortiert sich nach der ursprünglichen Einführung einer amtlichen Zeit)                 |

| Land                | ZS        | Institution                                      | NZ                   | SZ | §§                                         | seit        | Quellen                                                          | Historisches |
| ------------------- | --------- | ------------------------------------------------ | -------------------- | -- | ------------------------------------------ | ----------- | ---------------------------------------------------------------- | --- |
| weltweit            | UTC       | Bureau International des Poids et Mesures (BIPM) | UTC+0                |    | Norm: ITU-R TF.460-6                       | 1972        |                                                                  | Meridiankonferenz 1884: GMT, 1928: UT                                                                               |
| Volksrepublik China | UTC(NTSC) | National Time Service Center (NTSC)              | CST (UTC+8, u. a.)   |    | ?                                          | 1949        | BPM (Sender Xi’an)                                               | 1912 fünf Zeitzonen; in Aufbau: Beidou Time System (BDT)                                                            |
| Deutschland         | UTC(PTB)  | Physikalisch-Technische Bundesanstalt (PTB)      | MEZ (UTC+1)          | *  | Einheiten- und Zeitgesetz                  | 1978 (2008) | DCF77 (Sender Mainflingen); Tel € 0180 4 100100; ptbtime1.ptb.de | gesetzliche Zeit seit 1893                                                                                          |
| Namibia             | CAT       |                                                  | NST (UTC+2)          |    | Time Act                                   | 2017        |                                                                  | 1994–2017 im Winter UTC+1, im Sommer UTC+2 jeweils als Standardzeit, vor 1994 und seit 2017 wieder ganzjährig UTC+2 |
| Neuseeland          | UTC(MSL)  | Measurement Standards Laboratory (MSL)           | NZST (UTC+12, u. a.) | *  | Time Act                                   | 1974        | Radio New Zealand: PIPS, Tel; msltime1.irl.cri.nz                | 1868 New Zealand Mean Time (NZMT, GMT+11:30), 1940/46 +12                                                           |
| Österreich          | UTC(BEV)  | Bundesamt für Eich- und Vermessungswesen (BEV)   | MEZ (UTC+1)          | *  | Zeitzählungsgesetz                         | 1976        | Tel € 0810 001503; bevtime1.metrologie.at                        | 1910 in Wien: Universitätssternwarte; Urania (bis 1952)                                                             |
| Schweiz             | UTC(CH)   | Eidgenössisches Institut für Metrologie (METAS)  | MEZ (UTC+1)          | *  | Art. 15 MessG; Art. 2 Sommerzeitverordnung | 1980        | Tel € 161; ntp.metas.ch                                          | 1848 Berner Zeit, MEZ seit 1894; HBG (Sender, 2011 eingest.)                                                        |

€ kostenpflichtig
(NTP) bei Zeitservern, deren Namen eine «1» enthalten, gibt es meist einen oder mehrere weitere Adressen; diese sind hier nicht explizit aufgeführt